# Чеминава, Игорь Ревдикович
И́горь Ревдикович Чемина́ва (23 марта 1991, Ленинград, СССР) — российский футболист, защитник.

## Биография
Футболом начал заниматься в 5 лет, затем старшая сестра Ирина узнала о наборе в СДЮШОР «Зенит», и родители — отец Ревдик и мать Любовь — отвели Игоря туда. Первый тренер — Сергей Иванович Романов.
В 15 лет подписал контракт с молодёжным составом «Зенита». С 2009 по 2011 год выступал в молодёжном первенстве России. Всего сыграл 62 матча и забил 1 гол. В 2009 стал чемпионом турнира, проведя в нём 24 матча и забив 1 гол, в 2010 — бронзовым призёром.
В сезоне 2010/11 три раза присутствовал в заявке на матчи Лиги Европы, но на поле не выходил. 6 марта 2011 года в Суперкубке России также был в запасе.
В основном составе «Зенита» дебютировал 13 марта в матче 1-го тура чемпионата России против «Терека». Из-за травм защитников Николаса Ломбертса и Томаша Губочана, а также дисквалификации Фернанду Мейры вышел на поле в основном составе на позиции левого защитника. Всего в чемпионате России провел три игры и 31 раз попадал в заявку.
В феврале 2012 года был отдан в аренду в «Сибирь», которая боролась в группе А чемпионата ФНЛ за попадание в премьер-лигу. В июне 2012 года продлил контракт с «Зенитом» на один год, до конца сезона 2012/13.
5 января 2014 подписал контракт с эстонским клубом «Калев» Силламяэ, провёл в клубе два сезона. Затем играл за подольский «Витязь» (до фактического банкротства) и финский «КуПС». В сентябре 2018 перешёл в клуб первой лиги Армении «Юниор Севан».

## Статистика
| Выступление      | Выступление      | Выступление      | Лига | Лига | Кубок | Кубок | Еврокубки | Еврокубки | Итого | Итого |
| Клуб             | Лига             | Сезон            | Игры | Голы | Игры  | Голы  | Игры      | Голы      | Игры  | Голы  |
| ---------------- | ---------------- | ---------------- | ---- | ---- | ----- | ----- | --------- | --------- | ----- | ----- |
| Зенит            | РФПЛ             | 2011/12          | 3    | 0    | 1     | 0     | 0         | 0         | 4     | 0     |
| Зенит            | Итого            | Итого            | 3    | 0    | 1     | 0     | 0         | 0         | 4     | 0     |
| Сибирь           | ФНЛ              | 2011/12          | 5    | 1    | 0     | 0     | —         | —         | 5     | 1     |
| Сибирь           | Итого            | Итого            | 5    | 1    | 0     | 0     | —         | —         | 5     | 1     |
| Зенит            | РФПЛ             | 2012/13          | 1    | 0    | 0     | 0     | 0         | 0         | 1     | 0     |
| Зенит            | Итого            | Итого            | 1    | 0    | 0     | 0     | 0         | 0         | 1     | 0     |
| Калев            | Высшая лига      | 2014             | 11   | 0    | 0     | 0     | 4         | 0         | 15    | 0     |
| Калев            | Итого            | Итого            | 11   | 0    | 0     | 0     | 4         | 0         | 15    | 0     |
| Всего за карьеру | Всего за карьеру | Всего за карьеру | 20   | 1    | 1     | 0     | 4         | 0         | 25    | 1     |

## Достижения
- Чемпион России среди молодёжных команд: 2009
- Обладатель Суперкубка России: 2011
- Серебряный призёр чемпионата России: 2012/13
- Серебряный призёр чемпионата Эстонии: 2014